# گیوم یکم، دوک نورماندی
گیوم یکم ملقب به دراز شمشیر (به فرانسوی: Guillaume Longue-Épée) (حدود ۸۹۳ میلادی–۱۷ دسامبر ۹۴۲ میلادی) از سال ۹۲۷ میلادی تا هنگام مرگش در سال ۹۴۲ میلادی، دومین فرمانروای دوک‌نشین نرماندی بود.
او گاهی غالباً «دوک نورماندی» نامیده می‌شود با وجود این که عنوان دوک تا سده یازدهم میلادی مورد استفاده عمومی قرار نگرفت.
به‌طور کلی هم از رولو و هم از پسرش گیوم به عنوان سرداران نورس یاد می‌شود.

## تولد
گیوم یکم حاصل ازدواج رهبر وایکینگها، رولو و همسر مسیحی‌اش پاپای بایو بود. و در «خارج از خاک نورماندی» متولد شد. دودو سنت کوئنتین در پانژیریک که خود از دوک‌های نورمن بود،Poppa را به عنوان دختر کُنت برنگار، اشرافزاده حاکم آن منطقه می‌داند. در قرن یازدهم میلادی "Annales Rouennaises" (Annals of Rouen)، او را دختر گای، کنت سنلیس، در غیر اینصورت برای تاریخ ناشناخته است. علی‌رغم عدم اطمینان از والدین وی، وی بدون شک عضوی از اشراف‌زادگان فرانک بود. مطابق تاریخ حکومتی، گیوم یکم، اظهار داشت احتمالاً همزمان با پدرش مسیحی، و در سال ۹۱۲. م توسط فرانکو، اسقف اعظم روآن غسل تعمید داده شد.

## زندگی‌نامه
گیوم در سال ۹۲۷ جانشین پدرش رولو شد. (رولو حدود ۵ سال دیگر به زندگی خود ادامه می‌دهد) و در اوایل سلطنت خود، با شورش نورمنها به ریاست سالیینگ چهارم که احساس کرده بودند او بیش از حد به گالی‌ها (ساکنین بومی فرانسه) گرایش پیدا کرده، روبرو شد. طبق گفته اردریک ویتالیس، رهبر ریوف از اورو، گیوم را در روآن پایتخت دوک‌نشین نورماندی محاصره کرد. گیوم در نبردی سرنوشت‌ساز پیروز شد و قدرت خود را به عنوان دوک تثبیت کرد. در زمان این شورش (۹۳۳ میلادی) گیوم همسر باردار خود اسپورتا را، به فکمپ جایی که فرزندشان ریچارد متولد شد، فرستاد.
در سال ۹۳۳ گیوم، رودولف فرانسه را که برای تصدی اقتدار خود در شمال فرانسه در تلاش بود، به عنوان پادشاه فرانک باختری به رسمیت شناخت. به نوبه خود، رودولف به او سروری بسیاری از سرزمین‌های برتانی از جمله آورانش، شبه جزیره کوتنتین و جزایر مانش را به او داد. : lii  برتانی‌ها با این تغییرات موافقت نکردند و مقاومت در برابر نورمن‌ها توسط آلن دوم، دوک برتانی و کنت برنگر از رن انجام شد اما اندکی بعد با کشتار بزرگ و تخریب قلعه‌های برتانی،الگو:استناد کتاب</ref> : ۲۴  آلن به انگلستان گریخت و کنت برنگر خواستار آشتی شد.
در سال ۹۳۵، گیوم با لوئیتگارد، دختر کنت هربرت دوم ورماندویایی ازدواج کرد که مهریه او زمین‌های Illiers l'Eveque و کودرس و سواحل مانش را به او داد. او همچنین با تأیید هوگوی بزرگ، خواهرش آدلا ("Gerloc" نام نورسی وی بود) را به ازدواج گیوم، کنت پوآتیه درآورد. علاوه بر حمایت از پادشاه رودولف، او اکنون متحد وفادار پدر همسرش، هربرت دوم بود که پدرش رولو با آنها مبارزه کرده بود. در ژانویه ۹۳۶ پادشاه رودولف درگذشت و لوئی چهارم ۱۶ ساله، که در انگلیس در تبعید به سر می‌برد، با وعده وفاداری گیوم ترغیب شد که برگردد و پادشاه شود. برتانی‌ها برای بازپس‌گیری سرزمین‌های گرفته شده توسط نورمن‌ها بازگشتند، و در نتیجه نبردها در سرزمین‌های گسترش یافته نورمن به وجود آمد. : lii 
پادشاه جدید توانایی سلطه بر بارون‌های خود را نداشت و فلاندر مورد حمله داماد گیوم، هرولین دوم، کنت مونتروئیل، قرار گرفت، گیوم در سال ۹۳۹. م به کمک آنها رفت، آرنولف یکم، کنت فلاندر با حمله به نورماندی مقابله به مثل کرد. آرنولف قلعه مونتروی، پا-دو-کاله را تصرف کرد و هرلوین را اخراج کرد. هرلوین و گیوم برای بازپس‌گیری قلعه همکاری کردند. گیوم به خاطر اقدامات خود در حمله و تخریب چندین املاک متعلق به آرنولف تکفیر شد. گیوم وفاداری خود را به لوئی چهارم هنگام دیدار آنها در سال ۹۴۰ وعده داد، و در عوض، وی زمین‌هایی که به پدرش رولو داده شده بود، را تأیید کرد.
در سال ۹۴۱ میلادی یک پیمان صلح بین برتانی و نورماندی به امضا رسید، که با توافق شاه لوئی چهارم در روآن گسترش یافت و باعث گسترش محدوده نورماندی به سرزمینهای برتانی شد.

### مرگ
گیوم در سال ۹۴۲ میلادی در جزیره‌ای در رودخانه سم، هنگام شرکت در یک کنفرانس صلح برای حل اختلافات با آرنولف در کمین قرار گرفت و کشته شد.

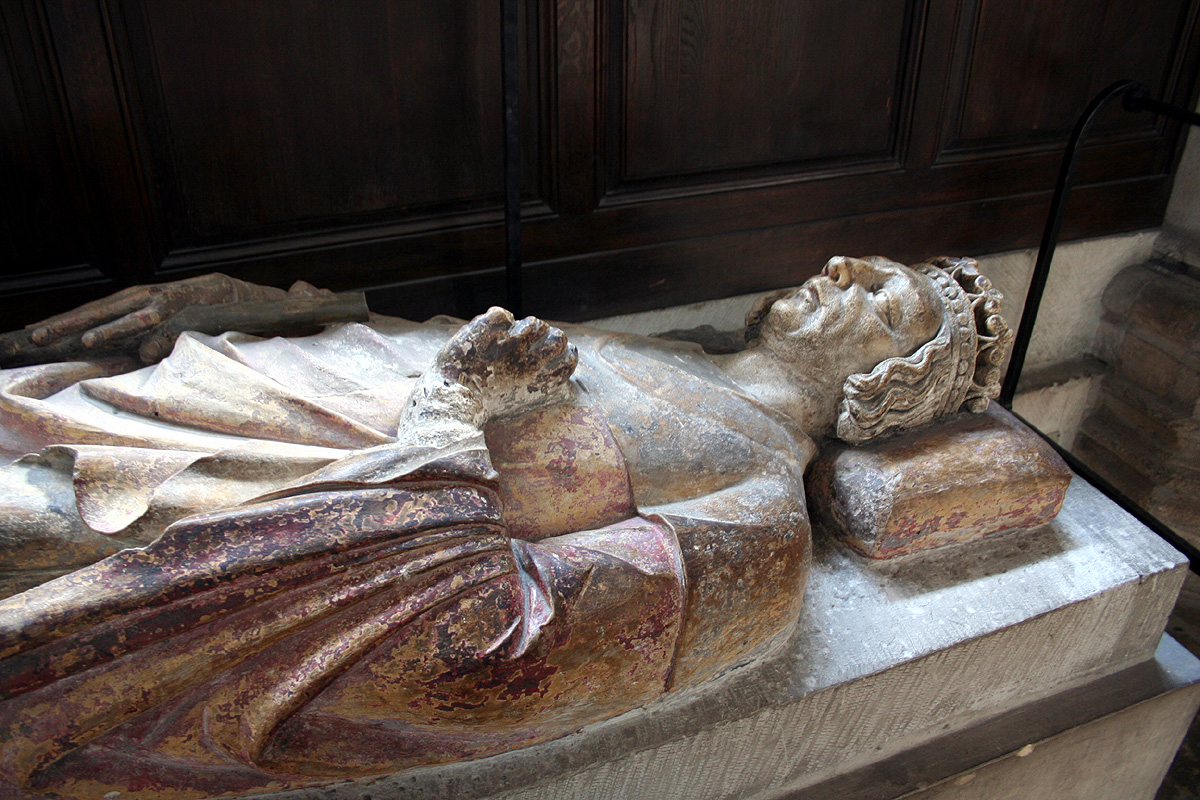
بنای یادبود گیوم در کلیسای جامع روآن، فرانسه. این بنا مربوط به سده چهاردهم میلادی است.